# C-4

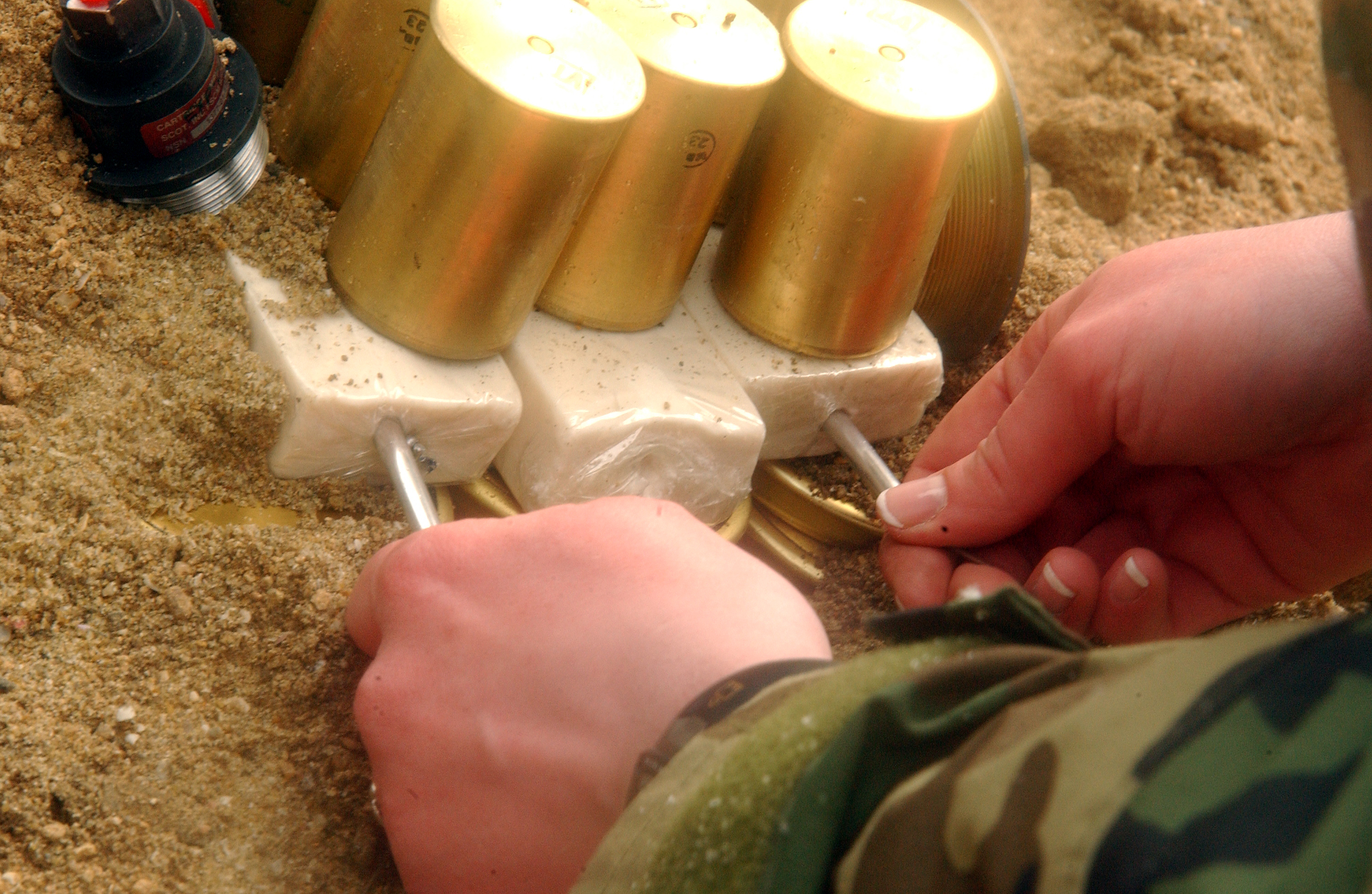
Việc chuẩn bị thuốc nổ C-4

C-4 hoặc Composition C-4 là một loại thuốc nổ dẻo rất phổ biến trong lĩnh vực quân sự. Thuật ngữ composition được sử dụng cho bất kỳ loại thuốc nổ an định nào. Thuốc nổ "Composition A" và "Composition B" là các dạng khác nhau của thuốc nổ dẻo. C-4 có độ mạnh bằng 1,34 lần so với TNT.

## Các hợp phần
C-4 được làm từ thuốc nổ, chất gắn kết, chất làm dẻo. Tương tự như nhiều loại thuốc nổ dẻo khác, chất nổ trong thuốc nổ C-4 là  Hexogen (cũng được biết với cái tên cyclonit hoặc cyclotrimethylene trinitramine), chiếm 91% theo trọng lượng. Chất làm dẻo là di(2-ethylhexyl) hoặc dioctyl sebacate (chiếm 5.3%), và chất gắn kết là polyisobutylene (chiếm 2.1%) và các chất phụ gia khác. Tốc độ nổ của C-4 là 7380  m/s.

## Sự tiện dụng
Sự tiện dụng của C-4 là nó dễ nặn thành bất kỳ hình dạng nào theo mong muốn. C-4 có thể ấn vào các khe hở, các lỗ trong các tòa nhà, cầu và các trang thiết bị. Nó cũng dễ dàng nhồi vào trong các vật có hình dạng lõm tạo ra hiệu ứng đặc biệt, lượng nổ lõm. C-4 cũng là loại thuốc nổ có độ ổn định cao, tin cậy và an toàn. Nó không nổ ngay cả khi bắn vào nó một viên đạn, cắt, hay ném vào trong lửa. Chỉ có phương pháp tin cậy để gây nổ cho C-4 là sử dụng kíp nổ, ngòi nổ hoặc trạm truyền nổ kích cho nó nổ. Tuy nhiên việc dùng áp lực kết hợp với nhiệt độ thường sẽ làm cho nó nổ.